# دامانتنا
دامانتنا (به لاتین: Dammantenna) یک منطقهٔ مسکونی در سری‌لانکا است که در استان جنوبی (سری‌لانکا) واقع شده‌است.